# Gustav Rümelin

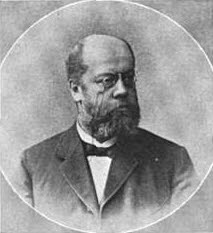
Gustav Rümelin.

Gustav Friedrich Eugen Rümelin, född 1 maj 1848 i Nürtingen, Württemberg, död 11 januari 1907 i Freiburg im Breisgau, Baden var en tysk jurist. Han var son till Gustav von Rümelin och bror till Max von Rümelin samt svärson till Viktor von Meibom. 
Rümelin blev 1878 extra ordinarie professor vid Göttingens universitet och samma år ordinarie professor vid Freiburgs universitet. Han utgav bland annat Zur Lehre von der exceptio rei judicatæ (1875), Juristische Begriffsbildung (1878) och Dienstvertrag und Werkvertrag (1905).